# Liste der Kulturdenkmäler in Scheitenkorb
In der Liste der Kulturdenkmäler in Scheitenkorb sind alle Kulturdenkmäler der rheinland-pfälzischen Ortsgemeinde Scheitenkorb aufgeführt. Grundlage ist die Denkmalliste des Landes Rheinland-Pfalz (Stand: 27. Juni 2022).

## Einzeldenkmäler
| Bezeichnung                        | Lage              | Baujahr | Beschreibung                                                              | Bild                           |
| ---------------------------------- | ----------------- | ------- | ------------------------------------------------------------------------- | ------------------------------ |
| Bildstock                          | Dorfstraße Lage   | 1891    | kreuzwegstationsartiger neugotischer Bildstock, in der Nische Pietà, 1891 | Fotos hochladen                |
| Katholische Filialkirche St. Peter | Dorfstraße 9 Lage | 1857    | nachbarocker Saalbau mit Dachreiter, 1857                                 | weitere Bilder Fotos hochladen |